# Frogs
Frogs è un film del 1972, diretto dal regista George McCowan.

## Trama
Il giovane fotografo Pickett Smith sta scattando immagini di un lago in totale stato di inquinamento, quando la sua canoa si ribalta a causa del passaggio di un motoscafo, a bordo del quale vi sono Karen e Clint Crockett, figli di Jason Crockett, ricco industriale e padrone dei terreni del circondario. I due ragazzi aiutano Pickett a riemergere e lo portano a casa loro per dargli dei vestiti asciutti, ma nel frattempo il fotografo nota che la proprietà dei Crockett è invasa da rane e rettili di vario genere. Costretto su una sedia a rotelle, il patriarca Jason Crockett sta organizzando i festeggiamenti per il 4 luglio, ricorrenza che ogni anno - su suo comando - viene celebrata sul lago.
Jason chiede a Pickett se ha un'idea per liberare i suoi possedimenti dall'invasione delle rane e gli rivela che sta utilizzando sostanze chimiche per tentare di risolvere il problema. Mentre i Crockett organizzano la festa al comando del patriarca, Pickett si reca nel bosco alla ricerca di un uomo al comando di Jason, che però viene trovato morto in uno stagno, mentre il suo cadavere viene divorato dai rettili. La festa degenera e diversi membri della famiglia Crockett vengono uccisi, divorati oppure coinvolti in incidenti provocati dagli animali. Alla fine Pickett riesce a fuggire in motoscafo, con Karen e due bambini. Jason resta solo nella villa, ma le rane invadono la casa e lo massacrano. Il film, con una componente horror non troppo marcata, è una parabola ecologista, basata sul contrasto fra Jason e la natura indomabile.